# Osram Opto Semiconductors
Osram Opto Semiconductors és una empresa alemanya que fabrica i comercialitza dispositius ledss i díodes làser. Osram té la seu a Regenburg, Alemanya i va ser creada el 1999 com a aliança d'empreses (joint venture) d'Osram i Infineon Technologies.

## Història
- 1999: creació.

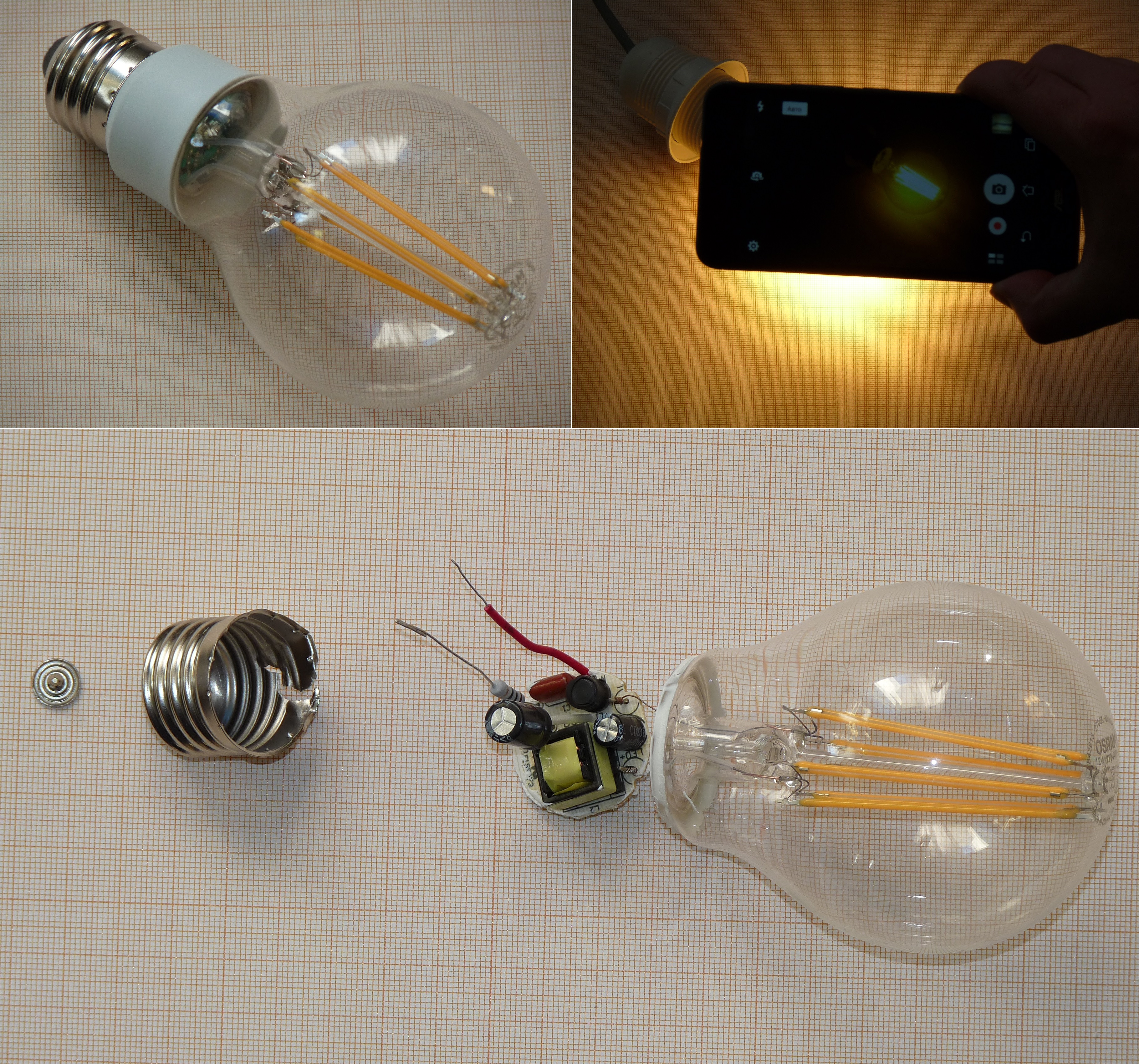
Exemple de bombeta OSRAM desmuntada

- 2001: adquisició de la majoria d'accions.
- 2003: expansió
- 2017 ː adquisició de l'empresa dels EUA anomenada LED engin.[4]

## Productes
Dispositius Led :
| Família         | Referències/Notes |
| --------------- | --- |
| DURIS           | E2, E2835, E3, E5, P5, P10, P8, S2, P9, S5E, S8, S5, S10                                                             |
| OSLON           | SSL |
| OSLON pure 1010 | Dimensions 1x1mm amb 237 lm a 1000 mA                                                                                |
| SOLERIQ         | L, S |
| Golden DRAGON   | White, Colors |
| Eviyos          | Matriu adreçable de Leds formada per 1000 leds blancs en 4x4mm (4,6 lm per pixel, total 3000 lm), sector automotriu. |